# Léonie Martin
Suor Francesca-Teresa, detta Léonie, al secolo  Léonie Martin (Alençon, 3 giugno 1863 – Caen, 17 giugno 1941), è stata una visitandina francese.
È una delle sorelle di Santa Teresa di Lisieux. Léonie Martin fu proclamata Serva di Dio nel gennaio 2015.

## Biografia

### Periodo giovanile
Léonie Martin è nata il 3 giugno 1863 a Alençon, figlia di Louis e Zélie Martin. Fu battezzata il giorno successivo alla sua nascita nella chiesa di Saint Pierre de Montsort, nella solennità del Santissimo Sacramento. Nella sua prima infanzia ebbe seri problemi di salute: sino ai 16 mesi la bambina rischiò più volte di morire.
Terzogenita della coppia, per la famiglia Martin fu causa di molte preoccupazioni: Léonie fu affetta, secondo il reverendo padre Stéphane-Joseph Piat, da "certa debolezza intellettuale" e "deficienze fisiche causate da un susseguirsi ininterrotto di malattie, che avevano ostacolato la sua crescita""

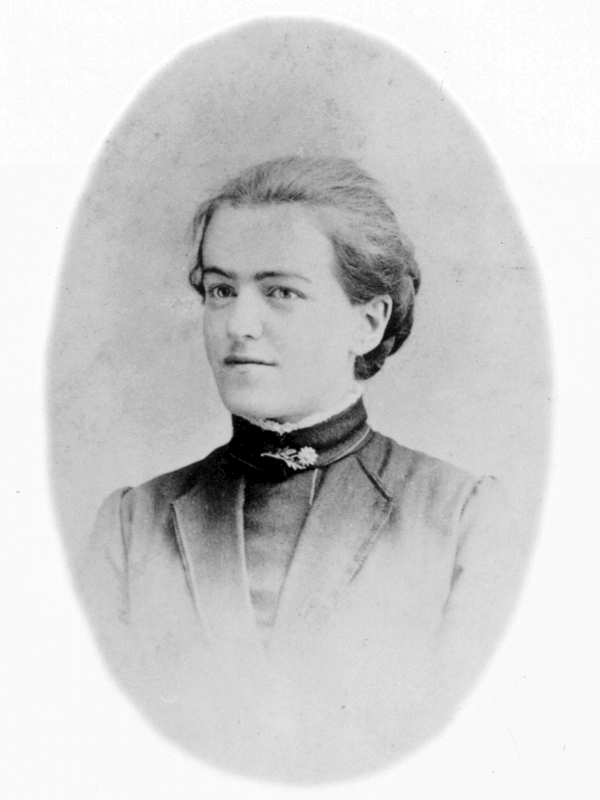
Léonie Martin ritratto giovanile

Dalla nascita fino all'età di 14 anni dovette affrontare numerose sfide a causa della sua salute cagionevole. Per nove anni sopportò le sgarberie di una giovane domestica: emotiva, sviluppa un eczema che le avrebbe dato fastidi per tutta la vita. Seppur circondata da sorelle amorevoli, tra cui la futura santa Teresa di Lisieux, soffrì per la morte della sorellina minore e compagna di giochi: Marie-Hélène, la preferita della madre che morì nel 1870 all'età di 5 anni, mentre i due fratellini che seguirono, morirono in culla.
Come le sue sorelle maggiori, fu mandata nel collegio della Visitazione a Le Mans, dove fu allieva di Suor Marie-Dosithée, sua zia materna, monaca della Visitazione. Ma viene presto allontanata a causa delle sue insofferenze. Visse a lungo sotto l'influenza di Louise Marais (1849-1923), una giovane domestica violenta e limitata, cosa di cui Zélie non si rese conto fino a pochi mesi prima di morire. Léonie è quindi "ingovernabile" e soffre, per tutta la sua infanzia, di un importante complesso di inferiorità. Dopo che la domestica fu scoperta e allontanata, la piccola Léonie comincia a riprendersi e a migliorare il suo atteggiamento.
Secondo Marie Baudoin-Croix, i suoi genitori erano piuttosto preoccupati e le sue sorelle cercavano di aiutarla con amore, pazienza e preghiera. La religiosa zia suora predisse: "...è una bambina difficile da allevare e la cui infanzia non le darà alcun piacere, ma credo che dopo varrà quanto le sue sorelle...". Zélie va a Lourdes e offre il suo pellegrinaggio per Léonie, mentre quest'ultima, che ha 14 anni, prega di morire al posto di sua madre, che perse di lì a poco. Quando la famiglia si stabilì a Lisieux, Léonie poté completare la sua istruzione presso il collegio delle monache benedettine.
Nel 1882 sua sorella Pauline entra nel Carmelo de Lisieux. Nel 1884 Léonie fu scelta da Thérèse come madrina della cresima. Nel 1886 fu Marie, la maggiore delle sorelle ad entrare al Carmelo. Nel 1888 Teresa, la più giovane, entra nel Carmelo mentre il padre, affetto da una malattia degenerativa, è ricoverato nell'ospedale psichiatrico di Caen. Infine, anche Céline entrò al Carmelo di Lisieux nel 1894, dopo la morte del padre, di cui si prese cura fino alla fine.

### Vita religiosa
Anche Léonie, diventata adulta, fu attratta dalla vita religiosa, ma per lei non fu semplice scegliere quale abito religioso indossare. Infatti nel 1886, Léonie entrò nelle clarisse, ma vi rimase solo due mesi, per poi ritornare dalla famiglia. Nel luglio del 1887 entrò nelle visitandine di Caen: vi rimase sei mesi e poi abbandonò nel gennaio 1888. Infine nel giugno 1893, decise di fare un secondo tentativo a Caen. Il 6 aprile 1894 vestì l'abito e prese il nome di Suor Thérèse-Dosithée, ma poco più di un anno dopo, il 6 luglio 1895, lasciò il convento e tornò a vivere dallo zio a Lisieux.

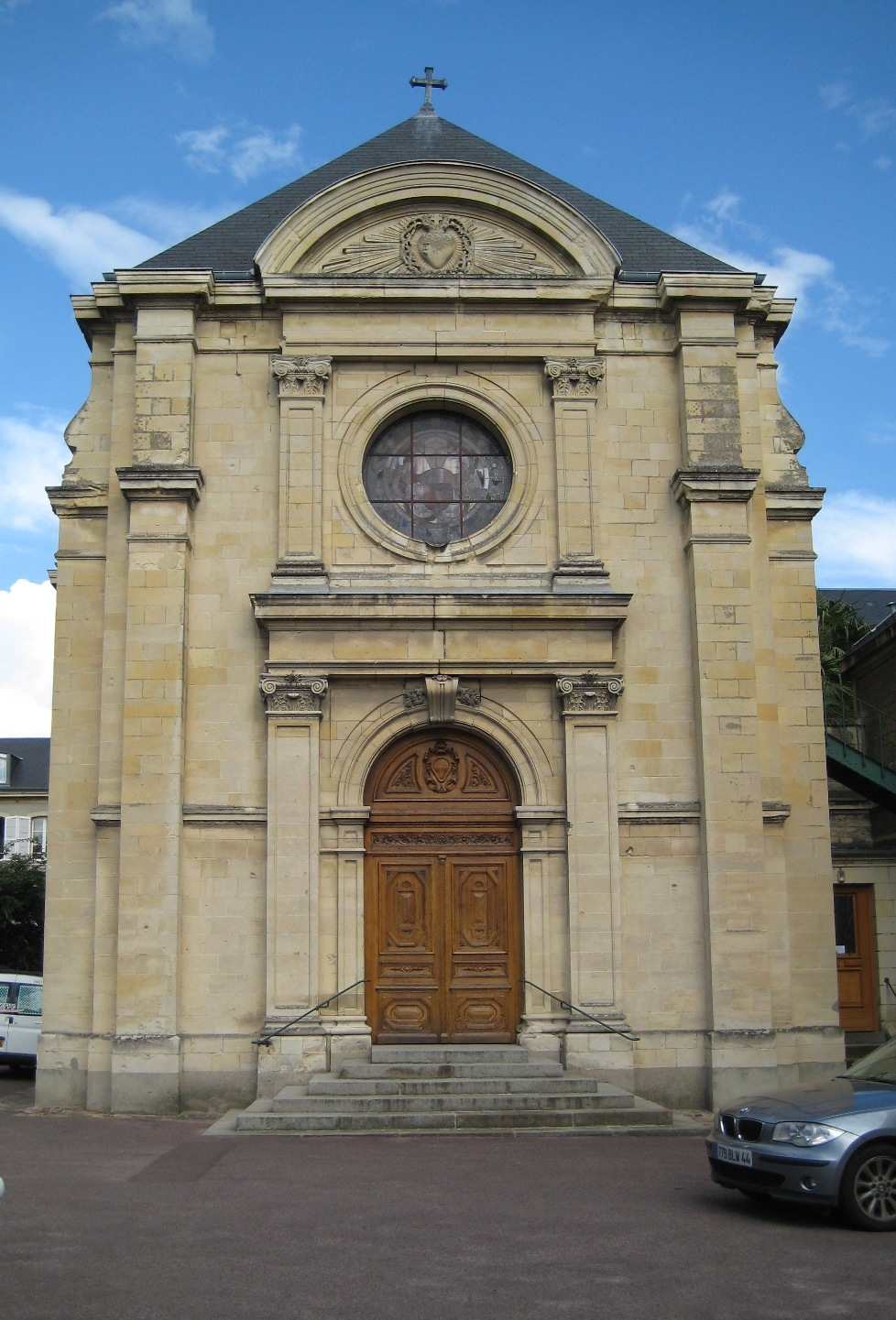
Portale della Visitazione di Caen

Quest'ultimo tentativo fallito fu a seguito dell'eccessiva autorità della superiora, che la costrinse a lasciare, per la seconda volta, il convento delle Visitandine. Tuttavia, l'arrivo di nuove monache nel convento e la morte di diverse altre monache anziane, determinarono un cambiamento nella comunità visitandina. Così, diverse ragazze che avevano lasciato la comunità, postulanti che non avevano potuto prendere i voti perpetui, come Léonie, vi ritornarono. Anche Léonie chiese di ritornare in comunità e, nel 1899, rientrò definitivamente con il nome di Suor Françoise-Thérèse.. Si sforzò quindi di vivere come una vera discepola di sua sorella Teresa (morta due anni prima). Secondo Élisabeth de Baudoüin della Congregazione delle Cause dei Santi, la vita di Léonie può essere riassunta con queste parole che lei stessa scrisse: «O mio Dio, nella mia vita dove hai messo poco ciò che brilla, lasciami, come Te, andare verso valori autentici, disdegnando i valori umani per valorizzare e volere solo l'assoluto, l'eterno, l'Amore di Dio, attraverso la Speranza».
Il 2 luglio 1900, in occasione della festa della Visitazione della Beata Vergine Maria, Léonie pronuncia i voti perpetui e prende il nome di Suor Françoise-Thérèse. Ordinata e meticolosa all'eccesso, Léonie occupa i servizi del refettorio, poi della sagrestia. Fu chiamata a dare la sua testimonianza durante il processo di beatificazione di sua sorella Thérèse. In quell'occasione, nel 1915, si recò al Carmelo de Lisieux, dove incontrò le sue altre tre sorelle. Dopo la beatificazione di Teresa, sempre più visitatori e pellegrini accorrevano al convento delle Visitandine per vedere Léonie, sorella di Teresa. 

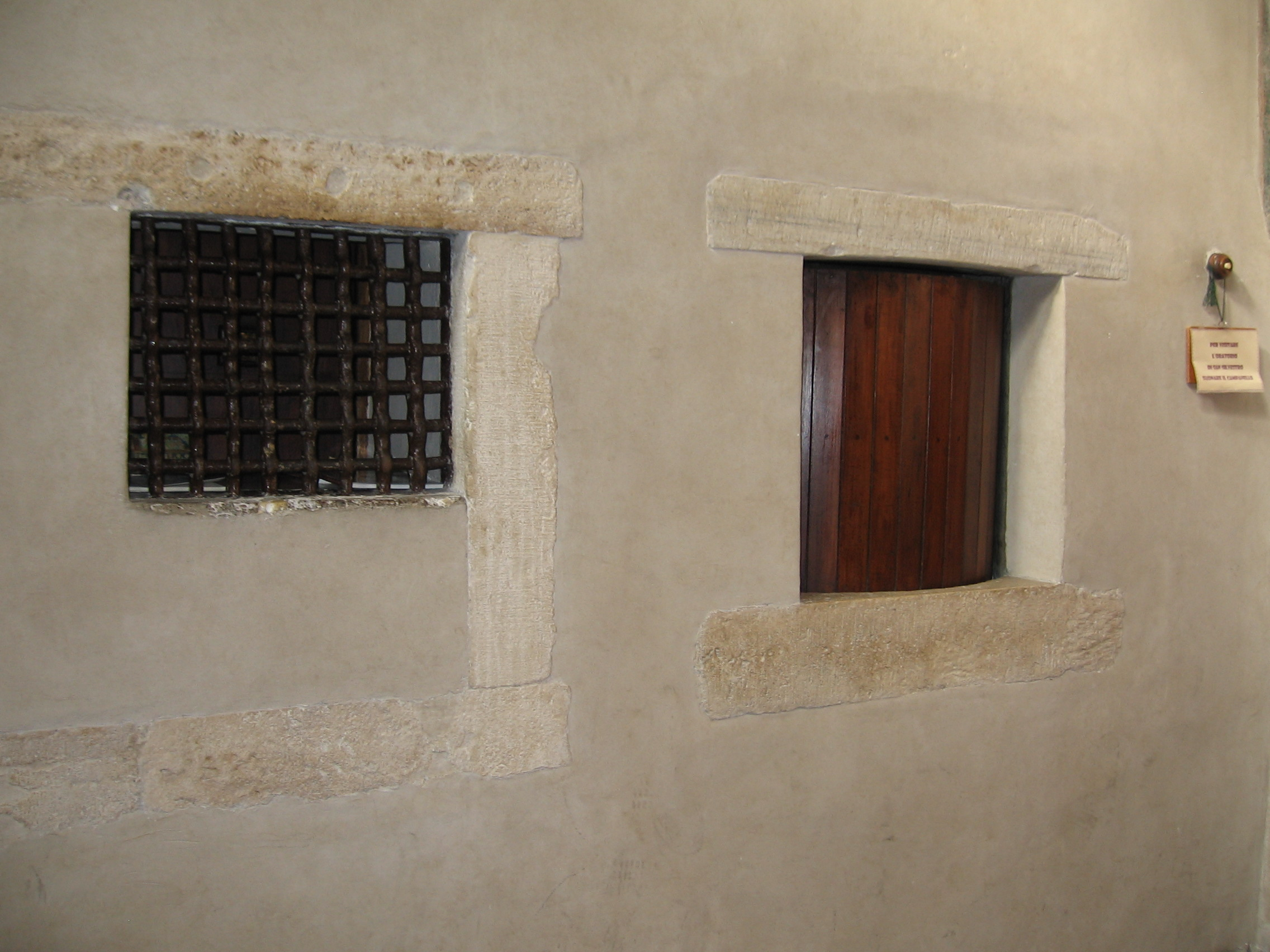
La "ruota o tour", da qui tourière, il mobile circolare e rotante che, nel parlatorio del convento, accoglie oggetti provenienti dal "mondo esterno" da far passare nella zona di clausura del convento (a destra).

 Per la canonizzazione della sorella, nel 1925, Léonie non si recò a Roma per presenziare all'evento in quanto monaca di clausura, ma una suora tourière del convento vi si recò per rappresentare l'intera comunità. Qualche tempo dopo, Léonie ricevette, la visita del delegato pontificio
Léonie è riconosciuta per il suo umorismo, la sua carità, ma anche e soprattutto per la sua discrezione. Il suo motto fu: «la piccolezza è tutta la mia gioia». Secondo padre Pascal Marie, «vuole vivere nascosta, discretamente con Gesù». Fu considerata la migliore discepola di Teresa, quella delle sorelle Martin che meglio comprese e praticò il percorso dell'infanzia spirituale insegnato da santa Teresa di Lisieux.
Nel 1930 Léonie si ammalò di influenza che si complicò e divenne congestione polmonare. Credette di morire e chiese l'estrema Unzione. Si riprese dall'acuzie e tornò al suo servizio, per aiutare come poteva le sue sorelle. Nel 1941, di nuovo ammalata, lasciò la cella per stabilirsi nell'infermeria del convento. Una nuova influenza, la indebolì ulteriormente e complicò il quadro generale già compromesso: il 17 giugno 1941, spirò all'età di 78 anni. Il 20 giugno, il suo corpo fu esposto nella cappella del convento e migliaia di persone poterono porgerle l'ultimo saluto. I suoi funerali, celebrati il sabato 21, furono presieduti dal vicario generale del vescovo. Al termine della celebrazione, venne portata in processione per essere sepolta nella cripta del monastero.

## Venerazione e beatificazione
Poco dopo la sua morte, molti cattolici in tutto il mondo pregarono per una sua intercessione o la ringraziarono per le grazie ottenute. Molti pellegrini visitarono la sua tomba nella cappella del convent Léonie fu quindi venerata come la santa patrona dei bambini difficil

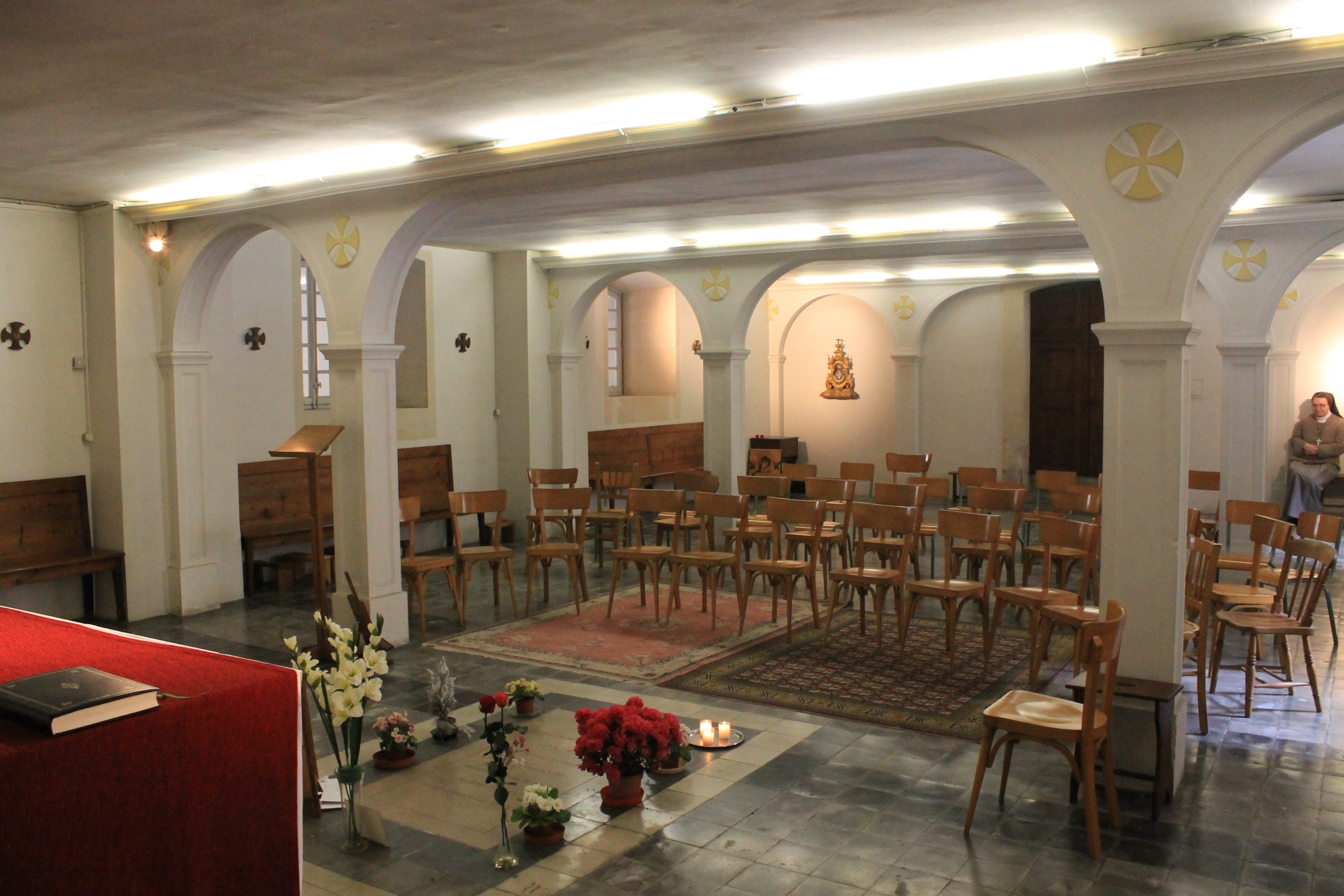
Cripta del monastero dove si trovava la tomba di Léonie prima della sua riesumazione il 25 aprile 2015.

Il 25 marzo 2012, Monsignor Jean-Claude Boulanger, Vescovo di Bayeux e Lisieux, concedette l'imprimatur per una preghiera in cui si chiedeva che Léonie fosse dichiarata venerabile. Il 16 giugno 2013, il santuario di Lisieux diede notizia che era in corso il processo di beatificazione.. Il 24 gennaio 2015, dopo aver ottenuto il benestare della Dicastero delle cause dei santi, Mons. Boulanger dichiarò Léonie serva di Dio durante una messa solenne celebrata al Monastero delle Visitandine di Caen. Quando il 25 aprile 2015 il corpo fu riesumato a motivo della causa della sua beatificazione e per il riconoscimento delle sue reliquie, fu trovato in buono stato di conservazione.
Il processo di beatificazione si aprì ufficialmente il 2 luglio 2015 nella cappella del Monastero delle Visitandine di Caen. Léonie Martin, vestita con il suo abito, fu deposta in una teca di vetro il 18 luglio 2016. Il 21 gennaio 2017, dopo la messa celebrata da Mons. Boulanger, il corpo della Serva di Dio Suor Françoise-Thérèse fu collocato nella nuova tomba costruita nella cappella del monastero.
L'indagine diocesana venne chiusa, nel febbraio del 2020, da Mons. Boulanger nella cappella del Monastero delle Visitandine di Caen. Egli stesso sottopose il fascicolo per la causa di beatificazione e canonizzazione di Léonie Martin al Congregazione delle Cause dei Santi a Roma il 10 marzo 2020.Nella prosecuzione della causa, verrà valutata l' "eroicità delle virtù" di Léonie Martin. Se vi sarà esito favorevole, sarà proclamata venerabile.Ha già ricevuto il titolo di Serva di Dio.